# Недраг
Недраг (рум. Nădrag) — село у повіті Тіміш в Румунії. Входить до складу комуни Недраг.
Село розташоване на відстані 335 км на північний захід від Бухареста, 75 км на схід від Тімішоари.

## Населення
За даними перепису населення 2002 року у селі проживали 2599 осіб.
Національний склад населення села:
| Національність | Кількість осіб | Відсоток |
| -------------- | -------------- | -------- |
| румуни         | 2217           | 85,3%    |
| німці          | 219            | 8,4%     |
| угорці         | 121            | 4,7%     |
| українці       | 24             | 0,9%     |
| словаки        | 6              | 0,2%     |

Рідною мовою назвали:
| Мова       | Кількість осіб | Відсоток |
| ---------- | -------------- | -------- |
| румунська  | 2294           | 88,3%    |
| німецька   | 172            | 6,6%     |
| угорська   | 107            | 4,1%     |
| українська | 18             | 0,7%     |